# Jean-François Dellac
Jean-François Dellac est un sportif français de 1,70 m pour 80 kg, né à Toulouse le 1er mai 1961, pratiquant le tir dans la discipline du skeet olympique et licencié au TO Thiernois.
Il fut l'entraîneur de l'équipe de France de skeet au début des années 2000.

## Palmarès

### Championnats d'Europe
- Champion d'Europe individuel en 1988 (Istanbul);

### Jeux olympiques
- Participation en 2000, à Séoul (35e).